# Syngrapha u-aureum
Syngrapha u-aureum là một loài bướm đêm trong họ Noctuidae.

## Hình ảnh

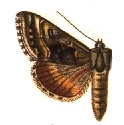
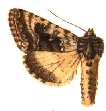